# Cheng-Lan Chin
Cheng-Lan Chin ist eine Schauspielerin der 1970er Jahre.

## Leben
Cheng-Lan Chin spielte Ende der 1970er Jahre in mehreren Martial-Arts-Filmen aus Hongkong und Südkorea mit. 1977 spielte sie im Film Die Todesengel des Kung Fu die Rolle der Kao Chen-Chen, eine von vier Agentinnen, die eine Schmugglerbande neutralisieren soll. Im selben Jahr hatte sie eine Nebenrolle in Der gelbe Gorilla inne. 1978 mimte sie unter dem Namen Ching Lan Kim eine Nebenrolle in Die Unbesiegbaren der Shaolin. Im selben Jahr stellte sie außerdem die Rolle der Chin Ping Lu in Karate Bomber und eine Nebenrolle in Bruce and Shao-lin Kung Fu 2 dar. Unter dem Namen Cheng-Lan Chen beziehungsweise Cheung Ching-Lan verkörperte sie die Rolle der Xiao Lai im Film 7 Kampfmaschinen des Todes. Im selben Jahr stellte sie eine Nebenrolle in Xue rou mo fang dar und zog sich anschließend aus dem Filmschauspiel zurück.

## Filmografie (Auswahl)
- 1977: Die Todesengel des Kung Fu (Qiao tan nu jiao wa)
- 1977: Der gelbe Gorilla (Da mo tie zhi gong)
- 1978: Die Unbesiegbaren der Shaolin (She he ba bu)
- 1978: Karate Bomber (Dian zhi gong fu gan chian chan)
- 1978: Bruce and Shao-lin Kung Fu 2 (Huo shao shao lin men)
- 1979: 7 Kampfmaschinen des Todes (Qi bu mi zong)
- 1979: Blood Treasury Fight (Xue rou mo fang)